# Егеста
Еге́ста (лат. Egestas; грец. Έγεστα) — у римській міфології уособлення злиденності. За Вергілієм, Егеста стоїть коло входу в підземне царство (пор. Пенія).
У грецькій міфології — троянка, дружина бога Крімніса і мати сицилійського героя Акеста.